# Heqaibanch
Heqaibanch war ein altägyptischer Priestervorsteher und Bürgermeister auf Elephantine, der wahrscheinlich unter König (Pharao) Amenemhet III. amtierte. Er ist von einer Statue her bekannt, die er in das Heiligtum des Ortsheiligen Heqaib stiftete. Daneben hinterließ er auf der Insel Sehelnarti zwei kurze Felsinschriften. Seine Mutter hieß Gautanuket. Seine genaue Beziehung zu seinem Vorgänger und seinem Nachfolger ist nicht sicher, vielleicht war er ein Sohn von Heqaib II. und ein Halbbruder von Ameni-seneb, der nach ihm amtierte.